# 中基亚拉瓦莱
中基亚拉瓦莱（義大利語：Chiaravalle Centrale），是意大利卡坦扎罗省的一个市镇。总面积23.3平方公里，人口6668人，人口密度286.2人/平方公里（2009年）。ISTAT代码为079029。